# Tour des Esprits
La tour des Esprits ou tour des Barbiers est un monument historique situé à Metz, dans le département français de la Moselle.

## Localisation
La tour des Esprits se situe dans la ville de Metz sur le boulevard Victor Demange.

## Histoire
La tour fait partie des remparts médiévaux de Metz et permettait de défendre le pont des Grilles de la Basse-Seille.  
La tour des Esprits est inscrite au titre des monuments historiques par arrêté du 14 avril 1932, avec la partie des remparts partant de la tour vers la tour Camoufle, et les « basses grilles de la Seille ». 